# Villebret
Villebret ist eine französische Gemeinde mit 1.333 Einwohnern (Stand: 1. Januar 2022) im Département Allier in der Region Auvergne-Rhône-Alpes. Sie gehört zum Kanton Montluçon-3 im Arrondissement Montluçon.

## Geografie
Villebret liegt etwa acht Kilometer südsüdöstlich von Montluçon.

### Nachbargemeinden
Umgeben ist Villebret von den Nachbargemeinden Lavault-Sainte-Anne im Nordwesten und Norden, Néris-les-Bains im Norden und Nordosten, Durdat-Larequille im Osten und Südosten, Arpheuilles-Saint-Priest im Süden, Saint-Genest im Südwesten und Westen sowie Lignerolles im Westen und Nordwesten.

## Bevölkerungsentwicklung
| Jahr      | 1962 | 1968 | 1975 | 1982 | 1990 | 1999 | 2006 | 2019 |
| Einwohner | 482  | 479  | 512  | 696  | 865  | 1021 | 1220 | 1322 |

## Sehenswürdigkeiten
- Kirche Saint-Étienne aus dem 12./13. Jahrhundert
- Kapelle Saint-Sulpice in Polier aus dem 12. Jahrhundert

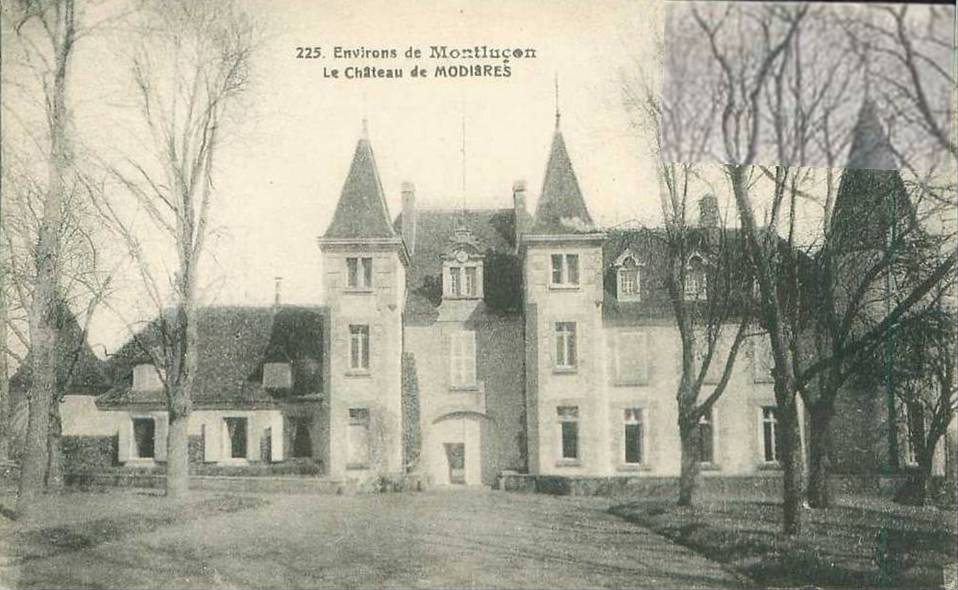
Schloss Les Modières

- Schloss Les Modières